# Caroline Flack
Caroline Louise Flack (Londres, 9 de novembro de 1979 – Londres, 15 de fevereiro de 2020) foi uma apresentadora de televisão e atriz britânica.

## Biografia e carreira
Flack fez sua primeira aparição na televisão em 2002, no desenho Bo' Selecta!. Depois disso, apresentou o International Pepsi Chart Show. Em 2005, no Channel 4, co-moderou o reality show The Games. Em 2006, ela co-organizou a transmissão da BBC Two Sam & Mark’s TMi Friday. Ela também organizou o game show infantil Escape from Scorpion Island, juntamente com Reggie Yates.
A apresentadora comentou as meias-finais do Festival Eurovisão da Canção de 2008 para a BBC. Entre 2009 e 2010, apresentou o programa I’m a Celebrity…Get Me Out of Here! NOW! para a estação de TV ITV2. Em 2009, participou da transmissão da BBC Three Dancing on Wheels, que ela ganhou com seu parceiro James O'Shea. Em 2015, apresentou o programa de televisão The X Factor, juntamente com Olly Murs.
Flack cometeu suicídio por enforcamento a 15 de fevereiro de 2020, no seu apartamento, em Londres. Ela havia sido presa em dezembro de 2019 por agredir seu namorado, o tenista Lewis Burton.